# Genoa (hrabstwo Vernon)
Genoa – wieś w Stanach Zjednoczonych, w stanie Wisconsin, w hrabstwie Vernon.